# لي ميرفي
لي ميرفي (بالإنجليزية: Lee Murphy)‏ هو لاعب دوري الرغبي أسترالي، ولد في 7 يناير 1977 في أستراليا.